# FBC: Firebreak
FBC: Firebreak — компьютерная игра в жанре шутера от первого лица, разработанная и изданная Remedy Entertainment. Действие игры происходит через некоторое время после событий Control и посвящено особому отряду солдат под названием Firebreak. Выход игры состоялся 17 июня 2025 года для Windows, PlayStation 5 и Xbox Series X/S.

## Геймплей
FBC: Firebreak — кооперативный шутер от первого лица, в котором группа из трёх игроков, принявших на себя роль агентов ФБК, должна выполнить ряд заданий в штаб-квартире организации — Старейшем Доме. В ходе выполнения этих заданий игрокам будет позволено использовать паранормальные силы. Игра будет содержать простую систему прогресса и инструменты, из-за чего не будет необходимости в создании сложных билдов и подбора экипировки.

## Разработка
Проект был анонсирован в июне 2021 года под кодовым названием Condor в пресс-релизе Remedy Entertainment. Его планировалось разработать и совместно издать с итальянской компанией 505 Games, которая владела правами на серию Control. К октябрю 2023 года проект Condor прошёл проверку концепции и находился на стадии готовности к производству. В марте 2024 года игра была запущена в активное производство. В феврале 2024 года Remedy Entertainment объявила, что выкупила права на франшизу Control у 505 Games за 17 миллионов евро. В апреле 2024 года Remedy подтвердила, что первоначальный бюджет игры был заявлен в размере 25 миллионов евро. Также было подтверждено, что она будет платной, в отличие от многих других многопользовательских игр-сервисов. Комментируя характер игры, руководитель проекта Майк Каятта сказал, что игра «не разрабатывается как некий меньший проект, маленькая Control. FBC: Firebreak — это отдельная, полностью сформированная вещь».
FBC: Firebreak был официально представлен в рамках Xbox Partner 17 октября 2024 года. Выход игры состоялся 17 июня 2025 года для Windows, PlayStation 5 и Xbox Series X/S. Также игра была выпущена на старте для подписчиков PlayStation Plus и Xbox Game Pass. Проект стал первой многопользовательской игрой компании, а также первой самостоятельно изданной Remedy.

## Отзывы и мнения
| Сводный рейтинг       | Сводный рейтинг        |
| Агрегатор             | Оценка                 |
| --------------------- | ---------------------- |
| Metacritic            | PC: 63/100 PS5: 66/100 |
| OpenCritic            | 65/100 (25 %)          |
| «Критиканство»        | 46/100                 |
| Иноязычные издания    |                        |
| Издание               | Оценка                 |
| Digital Trends        | [ 17 ]                 |
| Edge                  | 5/10                   |
| Eurogamer             | [ 19 ]                 |
| GameSpot              | 8/10                   |
| GamesRadar+           | [ 21 ]                 |
| IGN                   | 6/10                   |
| PC Gamer (UK)         | 60/100                 |
| Push Square           | 6/10                   |
| Shacknews             | 8/10                   |
| The Games Machine     | 6/10                   |
| Русскоязычные издания |                        |
| Издание               | Оценка                 |
| 3DNews                | 6/10                   |
| GameMAG.ru            | 4/10                   |
| GoHa.Ru               | «Хорошо»               |

FBC: Firebreak получила «смешанные или средние» отзывы критиков, согласно сайту-агрегатору рецензий Metacritic. По данным OpenCritic, 25 % рецензентов рекомендовали игру, средняя оценка от ведущих критиков составила 65 баллов из 100.

### В России
В июне 2025 года в России начались массовые перебои с доступом к ряду интернет-ресурсов, в том числе к иностранным онлайн-сервисам. Причиной стало ограничение работы серверов компаний Cloudflare и Amazon, введённое Роскомнадзором. Эти меры повлияли на функционирование различных онлайн-сервисов, включая многопользовательские игры, чьи серверы размещены у указанных провайдеров. В числе затронутых проектов оказалась и FBC: Firebreak.
Разработчики игры заранее предупреждали о возможных трудностях с подключением на территории России, ссылаясь на «особенности сетевой инфраструктуры». Тем не менее, сразу после релиза российские пользователи начали массово оставлять отрицательные отзывы на странице игры в цифровом магазине Steam. Спустя несколько часов после выхода игра стала недоступна для покупки в России. Представитель студии позднее опубликовал официальное заявление, в котором извинился перед российскими игроками за возникшие неудобства.